# Aljaksandr Schydkich
Aljaksandr Michailawitsch Schydkich (belarussisch Аляксандр Міхайлавіч Жыдкіх, russisch Александр Михайлович Жидких/Alexander Michailowitsch Schidkich; * 7. Januar 1984 in Nawapolazk, Weißrussische SSR) ist ein belarussischer Eishockeyspieler, der seit 2019 beim HK Schachzjor Salihorsk in der belarussischen Extraliga unter Vertrag steht.

## Karriere
Aljaksandr Schydkich begann seine Karriere als Eishockeyspieler beim HK Wizebsk, für den er von 2001 bis 2005 in der East European Hockey League, sowie der belarussischen Extraliga aktiv war. Gegen Ende der Saison 2004/05 wechselte er zu deren Ligarivalen Chimik-SKA Nawapolazk, für den er zwei Jahre spielte, ehe er gegen Ende der Saison 2006/07 vom HK Keramin Minsk unter Vertrag genommen wurde. Mit den Hauptstädtern wurde der Angreifer in der Saison 2007/08 erstmals in seiner Laufbahn belarussischer Meister. Daraufhin unterschrieb er bei Keramins Stadtrivalen HK Dinamo Minsk aus der neugegründeten Kontinentalen Hockey-Liga, in der er in 33 Spielen acht Scorerpunkte, darunter ein Tor, erzielte. Noch vor Ablauf der Saison 2008/09 kehrte der Linksschütze jedoch zu Keramin in die Extraliga zurück.
Ab der Saison 2009/10 spielte Schydkich für den HK Homel in der Extraliga, anschließend zwischen 2016 und 2018 beim HK Njoman Hrodna. Mit Hrodna wurde er 2017 und 2018 jeweils belarussischer Meister. Anschließend kehrte er kurzzeitig zum HK Homel zurück, ehe er vom HK Junost Minsk verpflichtet wurde. Mit Junost wurde er wiederum 2019 Meister.
Seit 2019 spielt er für HK Schachzjor Salihorsk.

### International
Für Belarus nahm Schydkich an der U18-Junioren-Weltmeisterschaft 2002 sowie der U20-Junioren-Weltmeisterschaft 2003 teil. Des Weiteren stand er im Aufgebot Belarus’ bei der U20-Junioren-B-Weltmeisterschaft 2004.

## Erfolge und Auszeichnungen
- 2004 Aufstieg in die Top Division bei der U20-Junioren-Weltmeisterschaft der Division I
- 2008 Belarussischer Meister mit dem HK Keramin Minsk
- 2017 Belarussischer Meister mit dem HK Njoman Hrodna
- 2018 Belarussischer Meister mit dem HK Njoman Hrodna
- 2019 Belarussischer Meister mit dem HK Junost Minsk

## Statistik
(Stand: Ende der Saison 2019/20)